# Batalla de Shrewsbury
La batalla de Shrewsbury fue una batalla librada el 21 de julio de 1403, entre un ejército encabezado por el rey, Enrique IV de Inglaterra, de la Casa de Lancaster, y un ejército rebelde encabezado por Henry "Hotspur" Percy de Northumberland, el militar más reconocido de su día y antaño fiel al rey, habiendo incluso sido decisivo en su llegada al trono.
Aunque no fue la primera batalla en enfrentar fuerzas inglesas, según un cronista francés, fue «una batalla sin parangón en la historia» y fue la primera batalla en la que se enfrentaron arqueros ingleses, demostrando así la letalidad de los arcos largos. Aunque el resultado fue una victoria decisiva para el rey, al morir en combate Henry Percy, al finalizar la contienda por la noche no estaba claro quién había ganado, sobre todo porque el ejército del rey había tenido muchas más bajas, incluyendo al abanderado del rey, Walter Blount. El propio príncipe de Gales, Hal, fue herido por una flecha que le alcanzó en la cara.

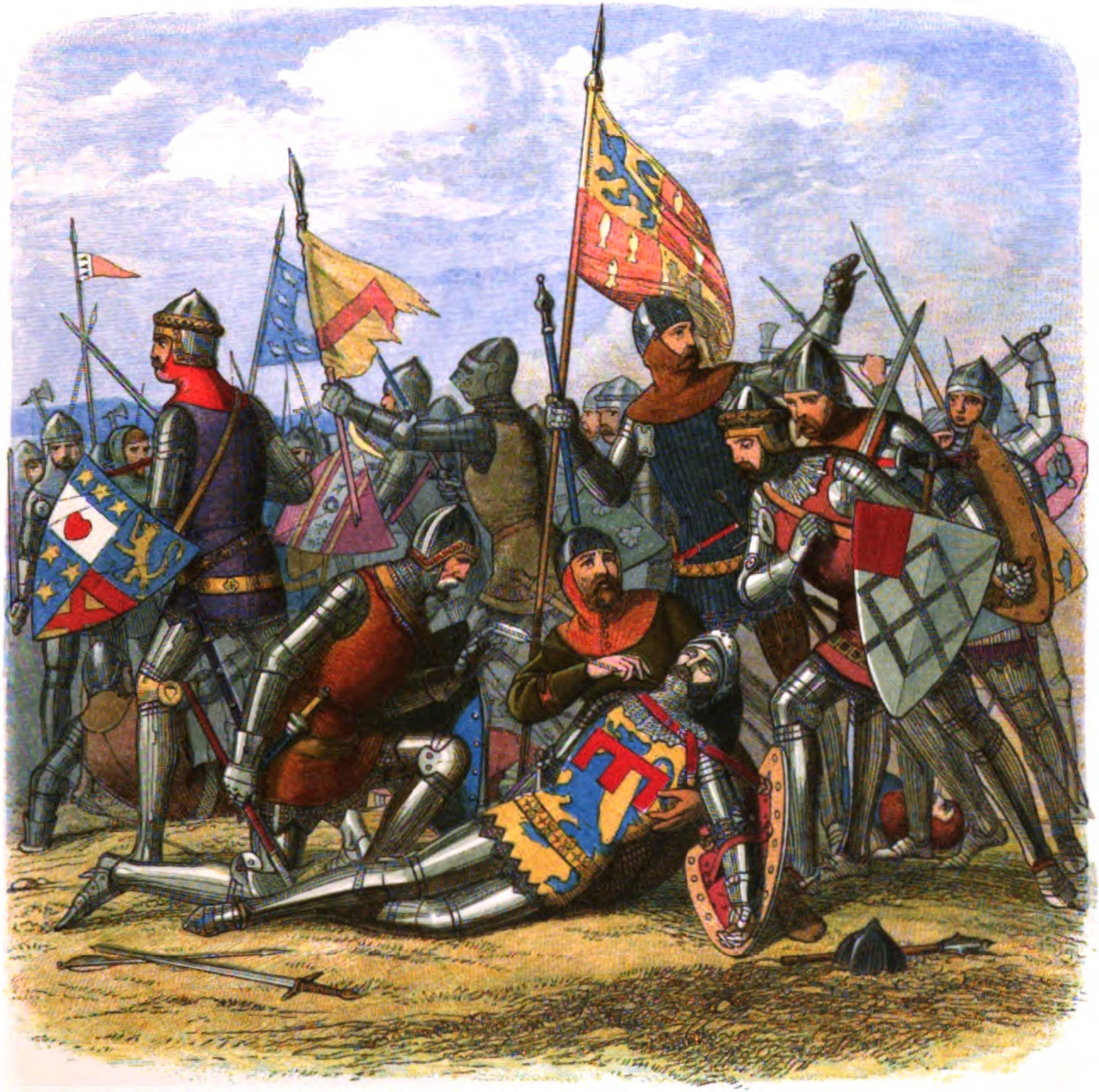
Muerte de Hotspur. James William Edmund Doyle (1864).

Algunas fuentes consideraban que las fuerzas del rey contaban con 60 000 hombres, de los cuales 26 000 eran arqueros, pero hoy se considera exagerada esa cifra. Al menos una parte de la batalla tuvo lugar cerca de lo que es ahora el pueblo de Battlefield, en Shropshire, Inglaterra, alrededor de tres millas al norte del centro de la ciudad de Shrewsbury.

## Shakespeare
Shakespeare dedica los dos últimos actos de su obra Enrique IV, parte 1 a la batalla.